# Lijst van voetbalinterlands Myanmar - Singapore
Deze lijst van voetbalinterlands is een overzicht van alle officiële voetbalwedstrijden tussen de nationale teams van Myanmar (voormalig Birma) en Singapore. De landen hebben tot op heden 44 keer tegen elkaar gespeeld. De eerste ontmoeting, een groepswedstrijd tijdens de Aziatische Spelen 1954, werd gespeeld in Manilla (Filipijnen) op 1 mei 1954. Het laatste duel, een vriendschappelijke wedstrijd, vond plaats op 14 november 2024 in Singapore.

## Wedstrijden
| №  | Plaats       | Datum             | Competitie                      | Wedstrijd           | Uitslag |
| -- | ------------ | ----------------- | ------------------------------- | ------------------- | ------- |
| 1  | Manilla      | 1 mei 1954        | Aziatische Spelen 1954          | Birma − Singapore   | 1 − 1   |
| 2  | Shah Alam    | 7 september 1957  | Vriendschappelijk               | Singapore − Birma   | 3 − 2   |
| 3  | Shah Alam    | 15 december 1965  | Vriendschappelijk               | Singapore − Birma   | 0 − 1   |
| 4  | Kuala Lumpur | 13 augustus 1966  | Vriendschappelijk               | Singapore − Birma   | 2 − 2   |
| 5  | Bangkok      | 18 december 1966  | Aziatische Spelen 1966          | Birma − Singapore   | 2 − 0   |
| 6  | Kuala Lumpur | 15 augustus 1967  | Vriendschappelijk               | Singapore − Birma   | 0 − 3   |
| 7  | Bangkok      | 22 november 1968  | Vriendschappelijk               | Birma − Singapore   | 2 − 0   |
| 8  | Kuala Lumpur | 5 november 1969   | Vriendschappelijk               | Singapore − Birma   | 1 − 3   |
| 9  | Kuala Lumpur | 9 november 1969   | Vriendschappelijk               | Singapore − Birma   | 0 − 9   |
| 10 | Jakarta      | 9 juni 1971       | Vriendschappelijk               | Birma − Singapore   | 6 − 0   |
| 11 | Kuala Lumpur | 18 augustus 1971  | Vriendschappelijk               | Singapore − Birma   | 1 − 0   |
| 12 | Shah Alam    | 15 december 1971  | Vriendschappelijk               | Birma − Singapore   | 8 − 1   |
| 13 | Seoel        | 22 september 1972 | Vriendschappelijk               | Birma − Singapore   | 1 − 0   |
| 14 | Kuala Lumpur | 3 augustus 1973   | Vriendschappelijk               | Singapore − Birma   | 0 − 1   |
| 15 | Bangkok      | 10 december 1975  | Vriendschappelijk               | Birma − Singapore   | 1 − 0   |
| 16 | Bangkok      | 15 december 1975  | Vriendschappelijk               | Birma − Singapore   | 2 − 2   |
| 17 | Bangkok      | 24 december 1975  | Vriendschappelijk               | Birma − Singapore   | 6 − 0   |
| 18 | Shah Alam    | 21 november 1977  | Zuidoost-Aziatische Spelen 1977 | Birma − Singapore   | 5 − 1   |
| 19 | Kuala Lumpur | 9 juli 1979       | Vriendschappelijk               | Singapore − Birma   | 1 − 4   |
| 20 | Jakarta      | 26 september 1979 | Zuidoost-Aziatische Spelen 1979 | Birma − Singapore   | 1 − 2   |
| 21 | Jakarta      | 14 september 1987 | Zuidoost-Aziatische Spelen 1987 | Birma − Singapore   | 0 − 0   |
| 22 | Kuala Lumpur | 26 augustus 1989  | Zuidoost-Aziatische Spelen 1989 | Singapore − Birma   | 4 − 0   |
| 23 | Manilla      | 29 november 1991  | Zuidoost-Aziatische Spelen 1991 | Singapore − Birma   | 2 − 1   |
| 24 | Singapore    | 17 juni 1993      | Zuidoost-Aziatische Spelen 1993 | Singapore − Birma   | 3 − 3   |
| 25 | Lamphun      | 6 december 1995   | Zuidoost-Aziatische Spelen 1995 | Birma − Singapore   | 2 − 4   |
| 26 | Chiang Mai   | 16 december 1995  | Zuidoost-Aziatische Spelen 1995 | Singapore − Birma   | 1 − 0   |
| 27 | Bangkok      | 27 december 1996  | Azië Cup 1996 kwalificatie      | Birma − Singapore   | 0 − 4   |
| 28 | Singapore    | 4 juli 1996       | Azië Cup 1996 kwalificatie      | Singapore − Birma   | 2 − 2   |
| 29 | Jakarta      | 8 oktober 1997    | Zuidoost-Aziatische Spelen 1997 | Singapore − Birma   | 2 − 2   |
| 30 | Singapore    | 27 november 2004  | Vriendschappelijk               | Singapore − Birma   | 1 − 0   |
| 31 | Shah Alam    | 29 december 2004  | Zuidoost-Azië Cup 2004          | Birma − Singapore   | 3 − 4   |
| 32 | Singapore    | 2 januari 2005    | Zuidoost-Azië Cup 2004          | Singapore − Birma   | 4 − 2   |
| 33 | Jakarta      | 7 december 2008   | Zuidoost-Azië Cup 2008          | Singapore − Birma   | 3 − 1   |
| 34 | Hanoi        | 5 december 2010   | Zuidoost-Azië Cup 2010          | Singapore − Myanmar | 2 − 1   |
| 35 | Yangon       | 11 september 2012 | Vriendschappelijk               | Myanmar − Singapore | 1 − 1   |
| 36 | Yangon       | 4 juni 2013       | Vriendschappelijk               | Myanmar − Singapore | 0 − 2   |
| 37 | Singapore    | 26 november 2014  | Zuidoost-Azië Cup 2014          | Singapore − Myanmar | 4 − 2   |
| 38 | Singapore    | 24 maart 2016     | Vriendschappelijk               | Singapore − Myanmar | 2 − 1   |
| 39 | Yangon       | 3 juni 2016       | Vriendschappelijk               | Myanmar − Singapore | 0 − 1   |
| 40 | Singapore    | 11 juni 2019      | Vriendschappelijk               | Singapore − Myanmar | 1 − 2   |
| 41 | Singapore    | 5 december 2021   | Zuidoost-Azië Cup 2020          | Singapore − Myanmar | 3 − 0   |
| 42 | Bisjkek      | 14 juni 2022      | Azië Cup 2023 kwalificatie      | Myanmar − Singapore | 2 − 6   |
| 43 | Singapore    | 24 december 2022  | Zuidoost-Azië Cup 2022          | Singapore − Myanmar | 3 − 2   |
| 44 | Singapore    | 14 november 2024  | Vriendschappelijk               | Singapore − Myanmar | 3 − 2   |

## Samenvatting
| Competitie                 | Totaal gespeeld | Winst Myanmar | Gelijk | Winst Singapore | Doelsaldo Myanmar – Singapore |
| -------------------------- | --------------- | ------------- | ------ | --------------- | ----------------------------- |
| Azië Cup-kwalificatie      | 3               | 0             | 1      | 2               | 4 − 12                        |
| Zuidoost-Azië Cup          | 7               | 0             | 0      | 7               | 11 − 23                       |
| Aziatische Spelen          | 2               | 1             | 1      | 0               | 3 − 1                         |
| Zuidoost-Aziatische Spelen | 9               | 1             | 3      | 5               | 14 − 19                       |
| Vriendschappelijk          | 23              | 13            | 3      | 7               | 57 − 22                       |
| Totaal                     | 44              | 15            | 8      | 21              | 89 − 77                       |

MFF · 
A-internationals · 
Myanmarees vrouwenelftal
1951 – 1959 · 
1960 – 1969 · 
1970 – 1979 · 
1980 – 1989 · 
1990 – 1999 · 
2000 – 2009 · 
2010 – 2019 ·
2020 − 2029
Bahrein ·
Bangladesh ·
Bolivia ·
Brunei ·
Burundi ·
Cambodja ·
China ·
DDR ·
Filipijnen ·
Guam ·
Hongkong ·
India ·
Indonesië ·
Irak ·
Iran ·
Israël ·
Japan ·
Kirgizië ·
Koeweit ·
Laos ·
Lesotho ·
Libanon ·
Libië ·
Luxemburg ·
Macau ·
Malediven ·
Maleisië ·
Marokko ·
Mongolië ·
Nepal ·
Nieuw-Zeeland ·
Noord-Korea ·
Oman ·
Oost-Timor ·
Pakistan ·
Palestina ·
Qatar ·
Singapore ·
Sri Lanka ·
Syrië ·
Tadzjikistan ·
Taiwan ·
Thailand ·
Turkmenistan ·
Verenigde Arabische Emiraten ·
Vietnam ·
Zuid-Korea ·
Zuid-Vietnam
FAS · 
Lijst van A-internationals · 
Singaporees vrouwenelftal
1960 – 1969 ·
1970 – 1979 ·
1980 – 1989 ·
1990 – 1999 ·
2000 – 2009 ·
2010 – 2019
Afghanistan ·
Argentinië ·
Australië · 
Azerbeidzjan · 
Bahrein · 
Bangladesh · 
Brunei · 
Cambodja · 
Canada · 
China · 
Denemarken · 
Fiji ·
Filipijnen · 
Finland · 
Ghana · 
Guam ·
Hongkong · 
India · 
Indonesië · 
Irak · 
Iran · 
Israël · 
Japan · 
Jemen ·
Jordanië · 
Kazachstan · 
Kirgizië · 
Koeweit · 
Laos · 
Libanon · 
Macau · 
Malediven · 
Maleisië · 
Mauritius ·
Mongolië · 
Myanmar · 
Nepal · 
Nieuw-Zeeland · 
Noord-Korea · 
Noorwegen · 
Oezbekistan · 
Oman · 
Oost-Timor · 
Pakistan · 
Palestina · 
Papoea-Nieuw-Guinea ·
Polen · 
Qatar ·
Salomonseilanden · 
Saoedi-Arabië · 
Sri Lanka · 
Syrië · 
Tadzjikistan · 
Taiwan · 
Thailand · 
Turkmenistan · 
Uruguay · 
Verenigde Arabische Emiraten · 
Vietnam · 
Zuid-Korea · 
Zuid-Vietnam · 
Zweden